# 川崎景太
川崎 景太（かわさき けいた、英:Keita Kawasaki、1958年 - ）は、日本のフラワーアーティスト。東京都大田区出身。血液型O型。
```
 母は日本におけるフラワーデザインのパイオニアであるマミ川崎。
```

## 略歴
1982年　カリフォルニア芸術工芸大学｢CCAC｣を卒業
1996年　法政大学外来講師
1999年　東海大学外来講師
2006年 - 2013年　フラワーデザインのパイオニア「マミフラワーデザインスクール」の主宰を務める
2014年4月　株式会社KTIONを設立しKeitaブランドを立ち上げる
数々のデモンストレーションや展示会、TV、書籍でのアートプリゼンテーションを手掛け、新たな花文化を世に提案し続けている日本を代表する
フラワーアーティスト。大胆な空間インスタレーション、ディスプレーにおいても数々の賞を受賞。他に音楽プロデュースや絵画制作、執筆・
講演活動など幅広く行っている

## 主な活動と業績
- 1984年

銀座カネボウビル・ウインドディスプレイ、Laox・インテリア井門メインビジュアルプロデュース
- 1985年 - 2013年

マミフラワーデザイン月刊誌「フラワーデザインライフ」装丁の花絵掲載
- 1986年 - 1987年

東京銀座・日動画廊にて個展「面と器」開催
- 1988年

NHK月刊「趣味の園芸」に1年間掲載
青山ラミアギャラリーにて個展「陶面Ⅰ」開催
- 1990年

「ART ARIVE1990」テーマ“東西交流”(アメリカ・サンディエゴミュージアム)にて作品展示とデモンストレーション
- 1992年

「第8回東京ファンタスティック映画祭」のポスター及びテーマオブジェ制作
- 1992年,1995年,1999年

花にとって居心地良い機能とカタチをもった花器の公募展「花のすみか」(マミフラワーデザイン主催)を企画・プロデュース
- 1993年

アメリカAIDF主催シンポジウム「Object d”Art」(サンフランシスコ)にてデモンストレーションと作品展示
- 1994年

平安建都2000記念イベント「FlOWER EXPRESSION’94」にて池坊副家元（池坊ゆき）、草月家元（勅使川原茜）と競演
- 1995年

95輸入車ショー「FIAT ARFA ROMEO MOTORS JAPAN」ブースデザインプロデュース
- 1996年

「いけばなインターナショナル第7回世界大会」(名古屋)にて川瀬敏郎と競演
- 1997年

オリジナルカレンダー「Day by day with the EARTH」を発表、以後毎年販売
千葉県「花の美術館」にて作品展示保存
サントリー花事業のビジュアルプロデュース
日展90年記念メインビジュアルプロデュース
- 1998年

ヘアースタジオ「Kuja」の空間プロデュース
「国民文化祭・おおいた'98」にて竹を使ったデモンストレーション
トヨタ・アムラックス東京「ハッピーフラワーランド・イン・アムラックス～花はクルマにのって～」にて車と花のコラボレーション
- 2000年

新潟県立植物園に作品展示保存
「世界フラワーアーティスト2」に選ばれ作品掲載(草土出版)
- 2001年

台湾・台北将立鷺歌陶磁博物館にて講演とデモンストレーション
「世界らん展」(西武ドーム)審査委員
- 2002年

東京都大田区の「Salon de Cafe SAMASAMA」空間プロデュース
「第20回国民文化祭・ふくい2005」にてデモンストレーション
日立家電オリジナルカレンダーにて「あいだみつおの詩」とコラボレーション
- 2003年

韓国釜山にて開催された「日韓親善イベント」韓国朝鮮通信士祝賀記念フラワーショーにてデモンストレーション
日本国際博覧会「愛・地球博」迎賓館(ベルギー館)の装飾
東京国際フォーラムにて花異次元「SuperTripleFusion」～花、映、音の融合～ にて開催
- 2005年

宝石商社平和堂貿易内覧会ディスプレイ
「テーブルウエア・フェスティバル」(東京ドーム)作品展示・デモンストレーション
- 2006年

NHK「趣味悠々」にて、俳優の地井武男、女優の伊藤かずえと共演
音楽ユニット「AOIHOSHI」の音楽プロデュース
「くまのプーさん原作デビュー80周年記念「CLASSIC POOH COLLECTION」にて人気クリエーターによる作品展示で丸山敬太と競演
新潟味のれん本舗「花のフルール」パーケージデザイン監修
- 2007年,2009年

紀文食品のおせちと「花正月」をコラボレーション
- 2008年

日本オランダ2008-2009記念写真展オランダフェアにてシンボル作品展示
「国際バラとガーデニングショー」にてデモンストレーション
- 2009年

長崎リンガーハット・浜勝通販ブランド「和華蘭」シリーズにて、新書家の進藤洋子とコラボレーション
- 2010年

「EDOに学ぶNEO JAPAN」(さいたまスーパーアリーナ)にて主催者展示ブース及び会場音楽のプロデュース
- 2011年

世界最大の建築祭「UIA2011東京チェアシティ展」にてデモンストレーション
第28回全国都市緑化かごしまフェア「花かごしま2011」にてデモンストレーション
- 2013年

たばこと塩の博物館(渋谷)に金子コレクションとのインスタレーション
- 2014年

SHISEIDO THE GINZA Spring Party「～美と花あそび。」にてお待ち受けの花と光のインスタレーション音楽プロデュース
長崎ハウステンボス「花の大祭典」にて作品展示とデモンストレーション
「世界フラワーガーデンショー、世界フラワーアーティストバトルトーナメント」にて作品展示とデモンストレーション
日本オリジナルキャラクター「ユニベアシティ」誕生3周年記念アーティストコラボ作品展示にてHANA MATOI発表(舞浜イクスピアリ
「ディズニーストア東京ディズニーリゾート展」)
平和堂貿易「秀宝展」40回目を記念して川崎景太作品展示
「瀬戸プロジェクト2014」(青山スパイラル)にて作品展示と瀬戸焼セレクターを務める
『時代を顕す日本の花者～KAZIN』に、日本のいけばな界、フラワーデザイン界から選ばれた26人の1人として作品掲載

- 2015年

「テーブルウエア・フェスティバル2015」(東京ドーム)作品展示
月刊誌「Flower design Life」にて建築家の隈研吾と対談
東京ドームにて開催される「テーブルウエア・フェスティバル2015」にて黒柳徹子、石坂浩二らと共に暮らしを彩るオリジナルテーブルセッティングを紹介
月刊誌「MADURO」やんちゃジジイ今月のお手本に人物紹介記載
月刊誌「Flower design Life」にて小原流家元　小原宏貴と対談
横浜山手西洋館フェスタJune「花と器のハーモニー2015」にてエリスマン邸をフラワーアートで制作プロデュース
平和堂貿易主催「秀宝展2015」にゲスト美輪明宏のイメージに合わせ、メインポスター作品提供及びフラワーアート空間演出
東京国立近代美術館にて洋食料理家の三國清三、書道家の紫舟と共に花の空間演出
月刊誌「Flower design Life」にて写真家の今森光彦と対談
NHK『あさイチ（グリーンスタイル）』に出演
長崎ハウステンボス「世界フラワーガーデンショー2015」にてホテルヨーロッパ内エントランス及びロビーをフラワーアートで制作プロデュース
一般社団法人日本スイーツ協会会報誌「スイーツコミュニティ」創刊号にてパティシエ辻口博啓と対談
青山スパイラルにて開催された瀬戸焼ブランド発表会「made in Seto 2015」。でテーブルコーディネート作品を展示

- 2016年

株式会社KTIONお披露目イベント「花能性」を開催
上海にてデモンストレーションおよび講習会を開催
東京堂主催「エキサイティング花フェスタ2016」にて作品展示
平和堂貿易主催「秀宝展2016」にて作品展示及びデモンストレーション
松村工芸主催「松村工芸総合見本市」にて作品展示
AFDU花芸術造形招待作家展にて作品展示
第13回国際フラワーEXPOにてデモンストレーション
兵庫県宝塚市にオープンした花カフェ「FLOWA」の花のプロデュース
帝国華道院主催「いけばな大賞2016」の審査員を務める
EASE目黒にて開催された「バリ伝統舞踊応援プロジェクト」にて花のディスプレイを手掛ける
Eテレで毎週日曜日放送された、趣味の園芸グリーンスタイル「京も1日陽だまり屋」にて花の監修
NHK『あさイチ』～グリーンスタイル～に出演

- 2017年

テーブルウェア・フェスティバル2017～暮らしを彩る器展～審査員を務める
テーブルウェア・フェスティバル2017にてデモンストレーション
ティファール新商品ウェブCMの花のデザイン
横浜市俣野別邸庭園公開イベントにて館内の花のプロデュース
六耀社より「暮らしに息づく花」出版
「よこはま花と緑のスプリングフェア2017」にてデモンストレーション
韓国Goyangで開催された「International Horticulture2017」～世界のフラワーアーティストブースデザイン～の審査員を務める
自由が丘戸山家具新設ショールームの花をプロデュース
松屋銀座 マミフラワーデザイン展「色・インスピレーション」にて作品展示
株式会社マルダイ　60周年記念式典にてデモンストレーションを行う
静岡県磐田市にあるダイニングバーIL Cacciatore イル・カッチャトーレ店内の花のプロデュースを手掛ける
兵庫県宝塚市、花カフェ「FLOWA」にて1周年記念のデモンストレーションを行う
日中日邦交正常化45周年記念パーティーにてステージ装花をプロデュース
NHK「あさイチ」～グリーンスタイル～に出演
NHKEテレで毎週日曜日放送された、趣味の園芸グリーンスタイル「京も1日陽だまり屋」にて花の監修
長崎ハウステンボス「花の世界大会＆ガーデニングショー2017」パレスハウステンボス内2Ｆ「壁画の間」にて作品を特別展示
銀座にある、イタリアントリュフ食材ブランド「MUCCINI　ITALIA 」(ムッチーニイタリア)スペシャルコラボギフトのプロデュースを手掛ける
ARTIZAN日本主催「第1回 日本の木と共に暮らす展」にて会場入口の花のプロデュース
PRESS HOUSE 新作発表会 Carreray Carrera2017 にて会場の花のプロデュース
台湾真美花芸研究会主催の講習会にて外来講師を務める
新宿伊勢丹「時の場」にて空間プロデュース、作品を展示し同フロアにて、「クリスマス」「お正月」特別講習会を行う
帝国華道院主催「いけばな大賞2017」の審査員を務める

- 2018年

テーブルウェア・フェスティバル2018の審査員を務める
テーブルウェア・フェスティバル2018特設アリーナにてデモンストレーションを行う
「よこはま花と緑のスプリングフェア2018」にてデモンストレーション
人民日報海外版4月号に川崎景太の記事が掲載
「花と器のハーモニー2018」にて山手234番館の館内装飾を手掛ける
NHK『あさイチ』～グリーンスタイル～に出演
NHK Eテレで毎週日曜日放送された、趣味の園芸グリーンスタイル「京も1日陽だまり屋」にて花の監修
NHKテキスト趣味の園芸3月号グリーンスタイル「京も1日陽だまり屋」ページの監修
川崎景太×OKANOコラボ作品展にて作品展示
マミフラワーデザインスクール作品展にて作品展示
Ailes D’or 和氣生枝１５周年記念作品展にて作品展示
NHＫ「あさイチ」～グリーンスタイル～に出演
「花と器のハーモニー2018」にて山手234番館の館内装飾を手掛ける
「よこはま花と緑のスプリングフェア2018」にてデモンストレーションを行う
NHK『あさイチ』～グリーンスタイル～に出演

- 2019年

高級バラ専門店「ローズギャラリー」商品コラボレーション
イベント「ROUGE GINZA」にてローズギャラリー松村社長とトークセッション
シトロエンDS STORE東京にてインスタレーション作品を展示
家具ブランド「ARIAKE」展示会場の装飾、ディスプレイを担当
花まつフラワアカデミー「花心論（かしんろん）」にてスペシャルゲストとしてデモンストレーションを行う
株式会社あつまる山鹿シルクオリジナル「やまがシルクスカーフ」のデザインにハナグラフィックが採用される
横浜華道協会90周年記念祝賀会にて特別ゲストとしてデモンストレーションを行う
NHKテキスト趣味の園芸10月号グリーンスタイルコーナー「京も1日陽だまり屋」ページの監修
伊藤忠商事東京本社で開催した「MATERIAL　LAB」伊藤忠モードパル展示ブースの装飾。また、「HANA GRAPHIC」をプリントした洋服やスカーフを発。
上海にて花文化の啓蒙活動として「Flower Artist KEITA KAWASAKI FLOWER WORLD in Shanghai」を開催。また、日本領事館主催のトークショーなどを行う
マミフラワーデザインスクール作品展にて作品展示
ファッションブランド「UNTITLED」、「Modify」とのコラボレーション「UNTITLED」のPOP UP Shopとして「HANA GRAPHIC」をプリントした洋服が
全国主要百貨店を巡回
梨園染 戸田屋商店」「江戸切子の華硝」伝統工芸とのコラボレーション企画。「布と硝子に咲いた花展」をZERO FIRST DESIGNショールームにて開催
公益財団法人日本フラワーデザイナー協会が開催する「日本フラワーデザイン大賞2019」にて審査員を務める
テーブルウェア・フェスティバル2019にて作品展示。特設アリーナにてデモンストレーションを行う
ＮＨＫ「あさイチ」～グリーンスタイル～に出演
2020年高級バラ専門店「ローズギャラリー」商品コラボレーション
イベント「ROUGE GINZA」にてローズギャラリー松村社長とトークセッション。シトロエンDS STORE東京にてインスタレーション作品を展示
- 2020年

写真家 山岸 伸先生の写真展「瞬間の顔Vol.12」にて取材撮影頂いたポートレートが展示される
日本橋高島屋にて高級バラ専門店「ローズギャラリー」とのコラボレーション企画展にて作品を展示
NEWoMan YOKOHAMA に箱庭 Biotopが期間限定展示
LIXILエコカラット 「Art & Photo」シリーズにユリを使ったデザインが商品化される
公益財団法人 大田区文化振興協会発刊　芸術情報誌「ART BEE HIVE」表紙を飾り、大田区を代表する「アートな人」として哲学や理念を語った
コロナウィルスに伴いステイホーム期間が推奨される昨今、ウェザーニュースにて、プロが教える「花を活ける」簡単テクニックの取材を受け、デザインを掲載
羽田国際空港搭乗ゲート内コンセプトショップ『Japan Mastery Collection』にて、３月よりThe Collection of SA・KU・RAと題して桜にちなんだ商品が展開
桜の作品が採用され、サクラトートバッグが誕生
お家で楽しむフラワーデザイン「素敵に花一輪」と題して誰でも気軽に始められるフラワーデザインのレクチャー動画の配信開始
第89回東京インターナショナルギフト・ショー春2020内『HOTEL&HOSTEL2020』にて箱庭Biotopが展示される
羽田国際空港 搭乗ゲート前の免税店エリア内ポップアップショップ「ESSENCE OF JAPAN」にて川崎景太の作品をフィーチャーした装飾が３月8日まで展開壁一面に
印刷された圧巻のインスタレーション作品が壁面を飾る
株式会社ワールドとのコラボレーション企画「花のメッセージ」展開催
ワールド北青山ビル1Fにて大型インスタレーション作品の展示、デモンストレーション、神戸ファッション美術館学芸員 浜田久仁雄氏とのトークショーを行う
花業界の大手資材商社である「株式会社 東京堂」の本店にて、企画作品を展示
- 2021年

テーブルウエア・フェスティバル2021on-lineに出演
NHK「あさイチ」グリーンスタイルに出演
花時間「春夏号」5人のアーティストとして作品を掲載
インド料理店「チャーミング」室内装飾プロデュース
資生堂中国上海プロモーション・作品プロデュース
浅草「むぎとろ」にて店内ディスプレー
川島織物セルコン（春夏）（秋冬）コレクション「Keita」ブランド指導
マムコレクションプロモーション映像出演
日本橋三越カルチャーサロン講師指導
野村不動産レジデンス【プラウド-PROUD‐】プロモーション映像出演
生け花大賞2021審査員
「建築と社会」に記事掲載
フレグランスミスト「Tenderness mist」のパッケージに花グラフィックが採用
- 2022年

花まつフラワーアカデミーにて講習会
NHK「あさイチ」みんな！グリーンだよに出演
DS STORE東京会場装花
藤巻百貨店にて母の日のアレンジメント販売

## 競演およびコラボレーション
- 1968年 岡本太郎  大田区大森マミ会館
- 1994年  平安建都2000記念イベント「FlOWER EXPRESSION’94」にて池坊副家元（池坊ゆき）、草月家元（勅使川原茜）と競演
- 1996年「いけばなインターナショナル第7回世界大会」(名古屋)にて川瀬敏郎と競演
- 1998年  薮内佐斗司  彫刻と花のコラボレーション
- 1998年 トヨタ・アムラックス東京「ハッピーフラワーランド・イン・アムラックス～花はクルマにのって～」にて車と花のコラボレーション
- 1999年 マミ川崎 二人展「いまだみぬ花～西と東をこえて～」にて競演
- 2002年 日立家電オリジナルカレンダーにて「あいだみつおの詩」とコラボレーション
- 2003年 ルネラリック  マミフラワー月刊誌「フラワーデザインライフ」に1年間、世界的ラリックコレクター松本瑠樹の協力を得て器と花のコラボレーション
- 2004年 イサムノグチ  「イサム・ノグチ～和とAKARI展」にてコラボレーション
- 2008年 小沼ようすけ　「第7回岡山ジャズフェスティバル」にてギター演奏と花のデモンストレーション
- 2009年  久保田一竹  「久保田一竹と川崎景太展～花に魅せられた二人～」にて着物と花のコラボレーション
- 2009年      長崎リンガーハット・浜勝通販ブランド「和華蘭」シリーズにて、新書家・進藤洋子とコラボレーション
- 2010年 ジュディ・オング　平和堂貿易主催内覧会にて版画と花のコラボレーション
- 2012年「第12回東京国際キルトフェスティバル」にて、片岡鶴太郎制作の着物「夜桜」とコラボレーション
- 2013年 黒柳徹子、石坂浩二  「テーブルウエアフェスティバル(東京ドーム)にて競演
- 2014年  黒羽志寿子  「東京国際キルトフェスティバル2014」にてキルト作品と花のコラボレーション
- 2015年  松屋銀座にて開催されたマミフラワーデザイン展2015「花・inspiration」にて津軽作家の松山継道と「漆に咲いた花」コラボレーション作品発表
- 2016年  第15回キルトフェスティバルにて鷲沢玲子＆三浦百恵とのコラボ作品を展示
- 2017年  銀座にある、イタリアントリュフ食材ブランド「MUCCINI　ITALIA 」(ムッチーニイタリア)スペシャルコラボギフトのプロデュースを手掛ける
- 2018年 熊谷恒子記念館「花と書」にてコラボ展示
- 2018年  第17回キルトフェスティバルにて中山富美子とのコラボ作品を展示

## 受賞
- 1990年  日本ディスプレイ産業優秀賞受賞「新緑のスケッチ」
- 1993年  日本ディスプレイ産業協会賞受賞「木の下のくつ下」
- 1994年  日本ディスプレイ産業奨励賞受賞「枯れ葉のタピストリ―」
- 1995年  日本ディスプレイ産業協会賞受賞「炭のオブジェ」
- 2005年  「全国カレンダー展」にてオリジナルカレンダー「Day by Day with Earth」入賞
- 2011年  「第6回東京伝統的工芸チャレンジ大賞」にて「花まとい」大賞受賞、((株)ユニバーサルデザイン研究所と(有)塩澤製作所とのコラボレーション)
- 2016年　愛知県のフローリングメーカー 株式会社 ikutaとの共同企画『HANA GRAPHIC WOOD』が、JAPAN WOOD DESIGN AWARD 2016にてウッドデザイン賞を受賞
- 2017年  川崎景太がプロデューサーを務める商品　「necocoro」シリーズのベビーマットレスが「2017年 グッドデザイン賞」を受賞

## 出版
- 「花のメッセージ」　グラフィック社　1991年
- 「嫁ぐ日の花束」　六耀社　1988年
- 「花のすみか」　誠文堂新光社　1992年
- 「フラワーデザインがよくわかる本」　講談社　1995年
- 「花のすみかII」　マミアートメディア　1996年
- 「花くばり～新しい花のとめ方」　文化出版局　2001年（日本図書館協会　選定図書）
- 「花・異次元」　講談社　2003年
- 「しあわせの花束」　文化出版局　2005年
- 「百の花くば」　アシェット婦人画報社　2006年
- 「暮らしの花　マミの四季」　ハースト婦人画報社　2010年
- 「フラワーデザイン花図鑑」　講談社　2011年
- 「花の美は」　草土出版
- 「花は語る」　ハースト婦人画報社　2013年
- 「暮らしに息づく花」六耀社　2017年
- 他、著書、監修書籍など多数。

## テレビ出演
- 「おしゃれ工房」(1999年～2009年　NHK)
- 「花のある暮らし」(2001年　スカイパーフェクトTV・LaLaTV)
- 「Live!Love!Eve!」(2001年　BS-i)
- 「WHAT’S JAPAN」(NHK)
- 「ワイド!スクランブル」(2005年　テレビ朝日)
- 「徹子の部屋」(2008年　テレビ朝日)
- 「ソロモン流」(2007年　テレビ東京)
- 「建もの探訪」(2003年　テレビ朝日)
- 「趣味悠々」(1988年　NHK)
- 「生活ほっとモーニング」(2004年～2005年　NHK)
- 「趣味の園芸」(2010年　NHK)
- 「美の壺」(2012年　NHK)
- 「今夜もあなたのパートナー」(NHK)
- 「あさイチ」(2012年～ NHK)

他、出演多数